# Veauche
Veauche là một xã trong tỉnh Loire miền trung nước Pháp.